# Pia Beckmann
Pia Beckmann (née le 14 mai 1963 à Gerolzhofen) est une femme politique allemande.
Elle est maire (Oberbürgermeisterin) de Wurtzbourg de 2002 à 2008.

## Biographie
Après des études de germanistique et de romanistique à l'université de Wurtzbourg, elle obtient un doctorat. Chargé de cours de germanistique à l'université de Wurtzbourg, elle est la secrétaire de la Familienbund der Katholiken dans le diocèse de Wurtzbourg de 1991 à 2002. En 1985, elle épouse l'avocat Rainer Beckmann.
En 1996, Beckmann entre dans le conseil municipal de la ville. Lors de l'élection communale en 2002, elle obtient 29,8 % des voix au premier tour le 3 mars, soit plus que Jürgen Weber, le maire sortant, qu'elle bat au second tour le 20 mars avec 54 % des voix. Peu avant l'élection, on révèle son appartenance à l'Opus Dei dont elle se séparera.
Lors de l'élection communale en 2008, elle représente de nouveau la CSU. Au premier tour, elle obtient 41,3 % des voix et son principal adversaire, le socialiste Georg Rosenthal. Mais au second tour, elle est battue avec 47,53 %.
Elle devient directrice générale d'entreprises du secteur énergétique.